# 백운산 (울산)
백운산(白雲山)은 울산광역시 울주군 두서면에 위치한 산으로 높이는 885미터이다. 신라 때는 알박산이라고 불렀다. 최고봉은 감태봉이다. 태화강, 복안천(과거 형산강 본류), 소호천의 발원지이다.

## 같이 보기
- 한국의 산 목록
- 포털:대한민국